# Vallières, Aube
Vallières är en kommun i departementet Aube i regionen Grand Est (tidigare regionen Champagne-Ardenne) i nordöstra Frankrike. Kommunen ligger  i kantonen Chaource som ligger i arrondissementet Troyes. År 2022 hade Vallières 169 invånare.

## Befolkningsutveckling
Antalet invånare i kommunen Vallières
Referens: INSEE